# Изумрудный город страны Оз
«Изумрудный город страны Оз» (англ. The Emerald City of Oz) — шестая книга из серии книг Л. Ф. Баума о сказочной стране Оз. Книга была посвящена «Её Королевскому Высочеству Сиракуз Синтии II» — дочери младшего брата автора, Генри Клея «Гарри» Баума, родившейся в 1909 году.
Первое издание книги вышло в свет 20 июля 1910 года. В ней рассказывается история о том, как Дороти Гейл, её дядя Генри и тётя Эм навсегда переселились в страну Оз. В то время, когда они путешествовали по стране, знакомясь с её удивительными обитателями, король гномов Руггедо организовал вторжение в страну Оз. Это первый случай в цикле книг о стране Оз, когда Баум в одной книге использовал две параллельно развивающиеся сюжетные линии.
Баум намеревался на этой книге завершить свой цикл сказок о стране Оз, но из-за сложного финансового положения написал следующую книгу из этого цикла — «Лоскутушка из страны Оз», за которой последовали ещё семь книг.

## Сюжет
В начале книги Дороти Гейл (главная героиня многих предыдущих книг о стране Оз) рассказывает своим родственникам, тёте Эм и дяде Генри, о своих многочисленных приключениях в стране Оз. Родственники не верят рассказам Дороти и считают её мечтателем, как и её покойную мать, что, впрочем, не смущает Дороти.
В это время дела дяди Генри идут всё хуже. Он взял кредит в банке под залог своей фермы и, если не сможет погасить долг вовремя, ферма отойдёт банку, а семья дяди Генри останется без крова. Узнав об этом, Дороти быстро переместилась через Волшебную Картину в страну Оз и договорилась с принцессой Озмой о том, что она сама, дядя Генри и тётя Эм навсегда переселятся в страну Оз, где будут жить в безопасности. Вскоре после этого принцесса Озма переносит в тронный зал своего дворца в Изумрудном городе дядю Генри и тётю Эм, изумлению которых нет конца.
Тем временем Король гномов, правящий в подземной стране, готовит армию, чтобы захватить страну Оз и поработить её жителей. Командующим армией Король назначает престарелого гнома Гуфа, который заявляет, что никто, кроме него, не в состоянии завоевать страну Оз и предлагает Королю хитрый план. Поскольку в стране Оз живёт масса волшебников и волшебниц, Гуф считает, что армия гномов не имеет никаких шансов на победу в прямой атаке, поэтому он предлагает сначала найти могущественных союзников. С этой целью он посещает три страны: Страну Пестроголовых, Страну Драчунов, и племя Фанфазмов — злых духов из рода Эрбов, и договаривается о союзе против страны Оз.
Дороти с родственниками в сопровождении Волшебника страны Оз путешествует по различным частям страны, везде встречая тёплый приём. В ходе путешествия они встречают многих обитателей страны, о которых не упоминалось в предыдущих книгах Баума, в частности:
- живых бумажных кукол, созданных бессмертной Барышней-Вырезальщицей;
- развалийцев, которые сделаны из таких маленьких кусочков, что когда кто-нибудь чужой появляется в их краях, они просто рассыпаются;
- живую кухонную утварь — обитателей Кухонного Королевства;
- живую выпечку — обитателей Булочного Королевства;
- кроликов — обитателей Кроличьего Королевства;
- пустомель;
- нытиков;
- Зебру, которая спорит с Крабом по проблемам географии.

Наряду с вышеупомянутыми, Дороти и её спутники встречают и старых знакомых: Железного Дровосека и Страшилу, а также обитателей четырёх стран Оз (Жевунов, Кводлингов, Гилликинов и Мигунов).
Между тем принцесса Озма с помощью Волшебной Картины узнаёт о коварных планах гномов, но отказывается воевать с ними из гуманистических соображений: «Если для защиты моего королевства надо кого-то убить, я отказываюсь защищать королевство!». Тогда Страшила придумывает план, как можно победить вражескую армию без кровопролития. Для этого сначала Озма с помощью своего волшебного пояса поднимает пыль в туннеле, по которому движется армия гномов и их союзников, после чего неприятельские войска пьют воду из стоящего у них на пути Фонтана Забвения и  забывают все свои коварные планы. Затем Озма с помощью волшебного пояса отправляет Короля гномов и его союзников по своим странам. А для предотвращения новых вторжений в страну Оз, Добрая волшебница Глинда использует заклинание, которое делает страну Оз невидимой и недоступной для всех, кроме её обитателей.

## Анализ
Книга «Изумрудный город страны Оз» содержит больше материала о социальной организации страны Оз, чем большинство предыдущих книг, что повлекло за собой многочисленные комментарии об утопичности этой страны. «Явно социалистическая» экономика страны Оз контрастирует с другими вымышленными проектами социалистического устройства общества, такими, как «Взгляд назад, 2000—1887» Эдварда Беллами (1888) и «Новости из ниоткуда» Уильяма Морриса (1890). Отношение самого Баума к социально-экономической системе страны Оз недвусмысленно отражено в третьей главе книги: «Не думаю, чтобы такие порядки были возможны в нашем мире …».
Грегори Магуайр, автор серии «ревизионистских» сиквелов о стране Оз — «Злая» и «Сын ведьмы», отмечал, что «Изумрудный город страны Оз» «наполнен элегическим качеством» и сравнивает стиль книги со стилем «Последней битвы» из «Хроник Нарнии» Клайва Льюиса.
Фонтан Забвения, который Баум вводит в этой книге, упоминается в следующих книгах о стране Оз, как самого Баума, так и его литературных последователей. Особую роль этот фонтан играет в книгах «Волшебство страны Оз» (1919), «Запретный Фонтан из страны Оз» (1980), «Злая колдунья из страны Оз» (1993), и «Парадокс в стране Оз» (1999).

## Экранизации
«Удивительный волшебник из страны Оз» (яп. オズの魔法使い, Япония, 1986) — аниме-сериал (эпизоды 42—52).